# Schizonycha cervina
Schizonycha cervina är en skalbaggsart som beskrevs av Reiche 1849. Schizonycha cervina ingår i släktet Schizonycha och familjen Melolonthidae. Inga underarter finns listade i Catalogue of Life.